# JYJ
JYJ (v Japonsku nejprve známí jako JUNSU/YUCHUN/JEJUNG) je trojčlenný boy-band, založený členy jihokorejské skupiny TVXQ: Jaejoong, Yoochun a Junsu. JYJ je název složeny z prvních písmen jmen členů. Debutovali v Japonsku se svým albem "The..." a získali 1. místo v japonském žebříčku alb Oricon. Celosvětové debutové album "The Beginning" vydala skupina v říjnu 2010. Druhou studiovou nahrávkou se stalo album "In Heaven", které bylo vydáno 28. září 2011.
Skupina přilákala pozornost médií a mediálních sítí po celém světě a stala se první K-Popovou skupinou, která vystoupila v Chile a jejich popularita po celém světě roste.
V roce 2019 společnost ukončila smlouvu s Yoochunem, poté co se zjistilo, že užíval drogy a dokonce byl zapojen do jejich prodeje, za což byl také odsouzen. Skupina nadále pokračuje jako duo.

## Historie

### 2010: Debut jako JYJ, japonské turné a The Beginning
Založení tříčlenné skupiny bylo oznámeno v dubnu 2010 společností Rythm Zone (pod-labelem společnosti Avex). Skupina vystoupila ve dvou kolech vystoupení: čtyřdenním Thanksgiving Live in Dome koncertu v Osaka a Tokyo Dómech v červnu poté také v celo-japonské a-nation turné v srpnu.
Debutové album skupiny s názvem "The..." bylo vydáno v září 2010 a debutovalo na prvním místě hitparády Oricon s celkem 140 000 prodanými kopiemi během prvního týdne. DVD z jejich Thanksgiving Live in Dome koncertů se prodalo během prvního týdne ihned po vydání 116 000 kopií.
V září 2010 Avex Entertainment oznámila plány o ukončení všech japonských aktivit JYJ. Avex se odvolal na problémy, které vznikly kvůli prezidentu agentury C-Jes Entertainment, která JYJ zastupovala. JYJ prohlásili, že se jednalo o konflikt nových bodů požadovaných Avexem v obnovení smlouvy.
Skupina vydala 12. října 2010 jejich debutové Anglicky zpívané album pod společností Warner Music Asia. Na albu se také podílel Kanye West, který produkoval singl "Ayy Girl" jako hlavní píseň alba. Dva týdny před vydáním alba bylo před objednáno 500 000 kopií alba The Beginning a předprodej 99 999 kopií speciální edice dosáhl 400 000 žádostí. JYJ propagovalo nové album celosvětovým turné, které začalo v Soulu dvoudenním koncertem v Soulském Jamsil Olympic Stadionu s celkem 100 000 prodaných lístků (pro oba dny, jeden den = 50 000 lístků). Koncert byl řízen velmi známým koncertním producentem Jeri Slaughterem.
I přes zákaz oddělení zábavního průmyslu v Jižní Korejí (tři hlavní televizní stanice) se JYJ poprvé ukázali ve veřejném vystoupení 31.12.2010 na předání KBS Drama cen 2010. Zpívali 찾았다 “Found You” – baladovou píseň z dramatu Sungkyunkwan Scandal, ve kterém hrál člen JYJ – Park Yoochun.

### 2011: In Heaven, první celosvětové turné
JYJ vydali 25. ledna 2011 EP s názvem Their Rooms "Our Story" ve formu hudební eseje. Přestože většina prodeje byla přičtena více knižní než CD kategorii, alba se prodalo dostatek kopií a umístilo se tak v jihokorejské hitparádě Hanteo.
Na jaře 2011 začala skupina JYJ své první celosvětové turné v Thajsku, Tchaj-wanu, Číně, Kanadě a USA. Navíc skupina uspořádala dva speciální charitativní koncerty v Tokiu pro obyvatele Tóhoku, postižené zemětřesením. Uspořádali také dva speciální děkovné koncerty v Jižní Koreji: jeden v Pusanu a druhý v Kwangdžu.
V září JYJ vydali své první korejské studiové album s názvem In Heaven. Prodalo se přes 300 000 kopií v předprodeji během prvního dne. Alba se prodalo celkem 165 000 kopií během 3 dnů po vydání a dosáhlo dle Gaon hitparády prodeje 220 000 kopií v říjnu.
JYJ uspořádali "Unforgettable Live Concert in Japan" v 15. a 16. října, kterých se účastnilo více než 84 000 diváků. Byli pochváleni za výběr místa v prefektuře Ibaraki, která utrpěla velký ekonomický propad po zemětřesení.
JYJ rozšířili své světové turné přidáním koncertů v Barceloně (29. října) a v Berlíně (6. listopadu). Choreografii a návrh pódia pro jejich evropské turné řídil Rafa Mendez. JYJ byli také pozváni na setkání Salon Del Manga den před jejich koncertem v Barceloně.
JYJ poté ke konci roku 2011 vydali Come On Over, DVD dokument o soukromých životech všech 3 členů. Záběry byly natáčeny od konce prosince 2010 až do února 2011. Každý člen ještě točil několik dní individuální záznam. Záběry byly pořízeny například na narozeninové oslavě, výletu za snowboardingem, návštěvě muzikálu a za oponou jednoho z JYJ reklamních fanmeetingů.

### 2012: Dokument a fanmeetingy
V lednu 2012 C-Jes oznámila další dva koncerty v Santiagu (9. března) a v Limě (11. března). Jejich jihoamerické turné bylo poslední zastávkou prvního celosvětového turné JYJ.
23. února JYJ vydali 90minutový film s názvem "The Day", který je dokumentem o jejich běžném životě a snech. Byl vysílán v 17 hlavních Lotte Cinema v Jižní Koreji.
28. června spustili JYJ svoji první rozsáhlou mezinárodní výstavu pro fanoušky K-Popu v Jižní Koreji. Tato událost spojila JYJ a jejich fanoušky, jelikož byla otevřena 4 dny v Seoul Trade Exhibition & Conventions na Hak Yeo Ul stanici. "Membership week" obsahoval výstavu fotografií a filmů skupiny a také dva sety fan meetingů, na které bylo pozváno přes 15 000 korejských fanoušků a 7 000 japonských fanoušků.
Díky velkému ekonomickému dopadu pro Jižní Koreu (příjezd zahraničních turistů na jednu událost), JYJ zástupce C-Jes Entertainment oznámil, že se "Membership Week" bude konat každoročně.
V srpnu 2012 vydali JYJ Mahalo, prémiovou kolekci fotografií, které byly pořízeny v prosinci 2011 na jejich výletu na Hawaii, s více než 200 stranami.

### 2013: Návrat
25. února JYJ vystoupili na inauguraci jihokorejské prezidentky Geun-hye před 70 000 diváky. Ve stejnou dobu C-Jes Entertainment oznámila, že skupina vystoupí v Tokyo dome v Japonsku po čtyřleté pauze způsobené právním sporem s Avex Group. Skupina vystoupila ve dnech 2.–4. dubna a bylo vyprodáno všech 150 000 lístků.

## Diskografie

### Studiová Alba
- The Beginning (2010)
- In Heaven (2011)

### Extended Singly
- The... (2010)
- Their Rooms "Our Story" (2011)

### Záznamy živých vystoupení
Thanksgiving Live in Dome (2011)

### DVD záznamy z koncertů
- Thanksgiving Live in Dome (2010)
- JYJ Worldwide Concert in Seoul (2011)
- JYJ Unforgettable Live Concert in Japan (2012)

### Dokumenty
- 3hree Voices (2010)
- 3hree Voices II (2011)
- Come On Over (2011)

## Filmografie

### Filmy
| Premiéra          | Titul            | Členové  | Členové | Členové | Poznámky                                                        | Ref |
| Premiéra          | Titul            | Jaejoong | Yoochun | Junsu   | Poznámky                                                        | Ref |
| ----------------- | ---------------- | -------- | ------- | ------- | --------------------------------------------------------------- | --- |
| 2010              | Heaven's Postman | x        |         |         |                                                                 |     |
| 23. únor 2012     | The Day          | x        | x       | x       | dokumentární film a vydané DVD jako Come On Over Director's Cut |     |
| 15. listopad 2012 | Jackal Is Coming | x        |         |         |                                                                 |     |

### Televizní dramata
| Rok  | Titul                | Kanál          | Členové  | Členové | Členové   | Ref |
| Rok  | Titul                | Kanál          | Jaejoong | Yoochun | Junsu     | Ref |
| ---- | -------------------- | -------------- | -------- | ------- | --------- | --- |
| 2010 | Sunao ni Narenakute  | Fuji TV        | x        |         |           |     |
| 2010 | Beautiful Love       | Bee TV (Japan) |          | x       |           |     |
| 2010 | Sungkyunkwan Scandal | KBS2           |          | x       |           |     |
| 2011 | Miss Ripley          | MBC            |          | x       |           |     |
| 2011 | Protect the Boss     | SBS            | x        |         |           |     |
| 2011 | Scent of a Woman     | SBS            |          |         | x (cameo) |     |
| 2012 | Rooftop Prince       | SBS            |          | x       |           |     |
| 2012 | Dr. Jin              | MBC            | x        |         |           |     |
| 2012 | I Miss You           | MBC            |          | x       |           |     |

## Muzikály
| Rok  | Titul           | Členové  | Členové | Členové | Ref |
| Rok  | Titul           | Jaejoong | Yoochun | Junsu   | Ref |
| ---- | --------------- | -------- | ------- | ------- | --- |
| 2010 | Mozart!         |          |         | x       |     |
| 2011 | Tears of Heaven |          |         | x       |     |
| 2011 | Mozart!         |          |         | x       |     |
| 2012 | Elisabeth       |          |         | x       |     |

## Hudební klipy
| Rok  | Skladba               | Album          | Interpret       | Členové       | Členové | Členové | Ref |
| Rok  | Skladba               | Album          | Interpret       | Jaejoong      | Yoochun | Junsu   | Ref |
| ---- | --------------------- | -------------- | --------------- | ------------- | ------- | ------- | --- |
| 2009 | "Call Me"             | 1st Mini Album | Taegoon         | x             |         |         |     |
| 2010 | "Blossom"             | Moon/Blossom   | Ayumi Hamasaki  | x             |         |         |     |
| 2012 | "Vista"               | VISTA          | Fiestar         |               |         | x       |     |
| 2012 | "Until the Sun Rises" |                | Baek Seung-heon | x (teaser MV) |         |         |     |